# 大都會運輸署
紐約大都会运输署（Metropolitan Transportation Authority），簡稱MTA，是管理美國紐約市公共交通的管理機構，管轄著範圍達4,000平方英里、總人口1,800萬的大紐約地區（包含紐約市五大區、紐約州12個郡、紐澤西州及康乃狄克州部分地區）內的交通運輸，該機構擁有並管理紐約地鐵、巴士及渡輪。其轄下單位包括紐約市公共運輸局、大都會北方鐵路、長島鐵路、長島巴士公司、橋樑暨隧道管理局以及大都會運輸署公車公司。

## 爭議
大都會運輸署的服務質量很低，紐約人覺得是國家尷尬。一個批判性的名稱為Empty A（與香港2019社會運動的MTR惡搞名Empty R相依），中文為「空署」。

## 外部連結
- MTA首頁（页面存档备份，存于）

1. ↑  MTA Management Team. Mta.info. Retrieved on April 9, 2014.